# Sportovní chůze

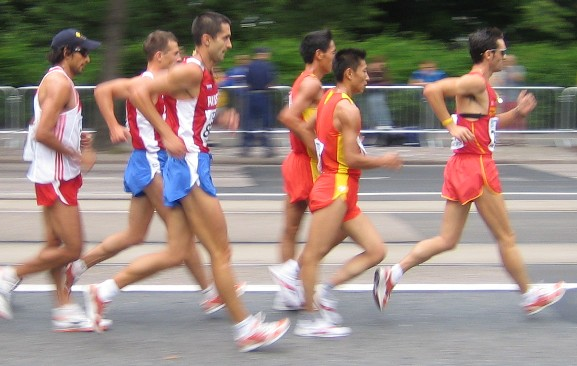
Chodci na MS v atletice v Helsinkách v roce 2005

Sportovní chůze je lehkoatletická sportovní disciplína. Od běhu se liší tím, že závodník nesmí po celou dobu ztratit kontakt se zemí – minimálně jedna z jeho nohou se musí v každém okamžiku závodu dotýkat země. Vzdálenosti se obvykle pohybují od 3 km do 50 km.
Sportovní chůze je populární v iberoamerických zemích, Rusku, Austrálii nebo Číně.

## Historie
Sportovní chůze vznikla na počátku 17. století v Anglii, kde se šlechtici sázeli o to, čí lokaj je rychlejší. Již tehdy byla stanovena pravidla, nesmělo se běžet a využívala se technika pata-špička.
Tyto soutěže byly v druhé polovině 18. století inspirací ke dlouhým závodům. Pro závodníky vznikl termín pedestriáni, který převzali i čeští průkopníci sportovní chůze. Závodníci byli slušně placeni a i v této době se sázelo. Dobové zdroje hovoří o různých cílech:
- 100 mil (necelých 161 km) za 24 hodin
- 1000 po sobě jdoucích hodin (více než 41 dní), kdy chodec ujde alespoň jednu míli

Pozdější čeští pedestriáni mají na svém kontě několik pozoruhodných výkonů:
- František Malý ušel o Velikonocích roku 1891 trasu z Prahy do Slaného po silnici za 3 a půl hodiny
- Karel Reisner došel z Prahy do Paříže (1040 km) za 18 a půl dne, tedy 444 hodin s přestávkami

Vznik sportovních klubů ve velkých městech způsobil vzestup diváckého zájmu o chůzi. V 70. letech 19. století se chůze dostala (po dostizích) na druhé místo sázkových sportů. Pro nově se utvářející olympijské hnutí, které tvrdě odmítalo profesionalismus, se však disciplína musela stát amatérskou a oprostit se od sázení, aby ji byl povolen vstup na olympijské hry.
Na olympijských hrách byla chůze poprvé uvedena v roce 1908 (LOH v Londýně). Ženy se poprvé představily až na LOH v Barceloně v roce 1992.

## Pravidla
Na počátku 20. století požadovala pravidla propnutí kolene alespoň jednou během kroku. Na začátku 70. let již musela být noha napnutá v okamžiku, kdy se ocitla pod tělem. Od roku 1996 je platné pravidlo P 230.1, podle něhož musí chodec propínat od paty po špičku.
„Závodní chůze je takový pohyb kroky, při němž nedojde k viditelné (lidským okem postřehnutelné) ztrátě dotyku chodce se zemí. Oporová noha musí být bezpodmínečně napnutá (tj. nepokrčená v koleně) od okamžiku prvního kontaktu se zemí až do okamžiku, kdy je ve svislé poloze.“
Pokud pravidla závodník nedodržuje, může dostat od rozhodčích napomenutí (červenou kartu), při třetím napomenutí je diskvalifikován. Tři červené karty však musí obdržet od různých rozhodčích.
Dodržování pravidel sportovní chůze dalo vzniknout specifickému pohybu pánví, který se stal terčem posměchu již ve 20. letech 20. století.

## Důležité závody
- Halové ME – muži soutěžili na trati 5 km v letech 1981–83 a 1987–1994, ženy na trati 3 km v letech 1987–1994 (medailisté, medailistky)

- MS – muži soutěží od roku 1983 na tratích 20 km a 50 km, ženy soutěžily od roku 1987 na trati 10 km, poté (od roku 1999) také na trati 20 km, od roku 2017 soutěží i na trati 50 km (medailisté/ky 20 km, medailisté/ky 50 km)

- LOH – muži soutěžili na 10 mil v roce 1908, poté v letech 1912–1952 a ženy v letech 1992–1996 soutěžili na trati 10 km (medailisté i medailistky), v současnosti soutěží na trati 20 km, muži pak i na trati 50 km